# Lizard (album)
Lizard je třetí album britské rockové skupiny King Crimson. Vyšlo v prosinci 1970 (viz 1970 v hudbě) a v britském žebříčku prodejnosti hudebních alb se umístilo nejlépe na 29. místě.

## Popis alba a jeho historie
Sestava, která nahrála předchozí desku In the Wake of Poseidon, nikdy živě nehrála a po jejím vydání se odchodem většiny hudebníků King Crimson opět prakticky rozpadli. Zůstalo pouze původní duo Robert Fripp (kytara) a Peter Sinfield (texty), z In the Wake of Poseidon přibyl ještě saxofonista Mel Collins. K této trojici se přidal zpěvák a baskytarista Gordon Haskell, který již hostoval na In the Wake of Poseidon, a zcela novým členem se stal bubeník Andy McCulloch. Jako hosté pak na albu Lizard působí další hudebníci.
Deska Lizard je z diskografie King Crimson nejvíc ovlivněna jazzem. Album sestává z pěti skladeb, z nichž čtyři se nacházely na první straně původní gramofonové desky. Po úvodní skladbě „Cirkus“, která vrcholí kakafonií zvuků následují dvě písně s texty zlomyslného a nekonvenčního humoru „Indoor Games“ a „Happy Family“. Slova „Happy Family“ odkazují na rozpad The Beatles, jsou zde zmíněni všichni jejich členové pod změněnými jmény: „Judas“ (Paul McCartney), „Rufus“ (Ringo Starr), „Silas“ (George Harrison) a „Jonah“ (John Lennon). Čtvrtou skladbou na albu je jemná „Lady of the Dancing Water“ navazující na podobně laděné písně z předchozích alb („Moonchild“ z In the Court of the Crimson King a „Cadence and Cascade“ z In the Wake of Poseidon).
Poslední skladbou, zabírající původně celou druhou stranu vinylové desky, je epická kompozice „Lizard“, která je vůbec nejdelší oficiálně nahranou a vydanou skladbou King Crimson. „Lizard“ je rozdělena do několika hudebně odlišných částí, přičemž v té první, „Prince Rupert Awakes“, hostuje zpěvák Yes Jon Anderson.
Styl hudby na albu Lizard byl důvodem odchodu Gordona Haskella a Andyho McCullocha ze skupiny v době vydání alba, takže ani tato sestava nikdy živě nehrála.

## Seznam skladeb
Všechny skladby napsal(i) Robert Fripp a Peter Sinfield. 
| Strana 1 | Strana 1                              | Strana 1 |
| Pořadí   | Název                                 | Délka    |
| -------- | ------------------------------------- | -------- |
| 1.       | Cirkus včetně Entry of the Chameleons | 6:27     |
| 2.       | Indoor Games                          | 5:37     |
| 3.       | Happy Family                          | 4:22     |
| 4.       | Lady of the Dancing Water             | 2:47     |

| Strana 2       | Strana 2 | Strana 2 |
| Pořadí         | Název | Délka    |
| -------------- | --- | -------- |
| 1.             | Lizard (a) Prince Rupert Awakes (b) Bolero: The Peacock's Tale (c) The Battle of Glass Tears (i) Dawn Song (ii) Last Skirmish (iii) Prince Rupert's Lament (d) Big Top | 23:15    |
| Celková délka: | Celková délka: | 42:30    |

## Obsazení
- King Crimson
  - Robert Fripp – kytara, mellotron, klávesy
  - Gordon Haskell – baskytara, zpěv
  - Mel Collins – saxofon, flétna
  - Andy McCulloch – bicí
  - Peter Sinfield – texty, syntezátor
- Keith Tippett – piano, elektrické piano
- Robin Miller – hoboj, anglický roh
- Mark Charig – kornet
- Nick Evans – pozoun
- Jon Anderson – zpěv v „Prince Rupert Awakes“